# 1519
1519 (MDXIX) a fost un an comun al calendarului iulian, care a început într-o zi de sâmbătă.

## Nașteri
- 31 martie: Henric al II-lea al Franței, rege al Franței (1547-1559), (d. 1559)
- 13 aprilie: Caterina de Medici (n. Caterina Maria Romula di Lorenzo de' Medici), regină și consoartă a lui Henric II al Franței (d. 1589)

## Decese
- 12 ianuarie: Maximilian I al Sfântului Imperiu Roman, 59 ani (n. 1459)
- 29 martie: Francesco al II-lea Gonzaga, marchiz de Mantua, 52 ani (n. 1466)
- 28 aprilie: Madeleine de La Tour d'Auvergne, 21 ani, mama Caterinei de Medici (n. 1498)
- 2 mai: Leonardo da Vinci (n. Leonardo di ser Piero da Vinci), 67 ani, pictor, sculptor, inginer și arhitect renascentist (n. 1452)
- 4 mai: Lorenzo al II-lea de' Medici, 26 ani, duce de Urbino (n. 1492)
- 24 iunie: Lucreția Borgia, 39 ani, ducesă de Ferrara, Modena și Reggio (n. 1480)